# Klein Karwinden
Klein Karwinden war ein Ort im Kreis Preußisch Eylau in Ostpreußen. Seine Ortsstelle befindet sich heute im Munizipalkreis Rajon Bagrationowsk (Stadtkreis Preußisch Eylau) in der russischen Oblast Kaliningrad (Gebiet Königsberg (Preußen)).

## Geographische Lage
Die Ortsstelle Klein Karwindens liegt im südlichen Westen der Oblast Kaliningrad, 18 Kilometer nördlich der früheren Kreis- und heutigen Rajonshauptstadt Preußisch Eylau (russisch Bagrationowsk).

## Geschichte
Das Vorwerk Klein Karwinden wurde vor 1854 gegründet und war bis 1928 dem Gutsbezirk Groß Karwinden im ostpreußischen Kreis Preußisch Eylau zugeordnet. Als Ortsteil Groß Karwindens wurde Klein Karwinden am 30. September 1928 in den Nachbarort Lawdt im Amtsbezirk Groß Lauth eingemeindet. Wurde der Amtsbezirk im Jahre 1930 in „Amtsbezirk Schrombehnen“ (russisch Moskowskoje) umbenannt, so erfolgte am 6. Januar 1934 die Umbenennung der Landgemeinde Lawdt in „Groß Lauth“ (russisch Newskoje).
Im Jahre 1945 fiel in Kriegsfolge das gesamte nördliche Ostpreußen an die Sowjetunion. Davon war auch Klein Karwinden betroffen. Schnell jedoch verliert sich die Spur des Ortes, vielleicht weil er nicht mehr besiedelt wurde oder aber in einem der Nachbarorte aufgegangen ist. So findet sich keine russische Namensgebung bzw. eine Zuordnung zu einem Dorfsowjet. Klein Karwinden gilt seither als untergegangen. Seine Ortsstelle gehört zum Rajon Bagrationowsk (Stadtkreis Preußisch Eylau) in der Oblast Kaliningrad (Gebiet Königsberg (Preußen)) in Russland.

## Religion
Klein Karwinden war bis 1945 in das Kirchspiel der evangelischen Kirche Jesau (russisch Juschny) in der Kirchenprovinz Ostpreußen der Kirche der Altpreußischen Union eingepfarrt.

## Verkehr
Die Ortsstelle von Karwinden ist von Newskoje (Groß Lauth) aus auf Landwegen zu erreichen.